# Ferdinand von Wartensleben

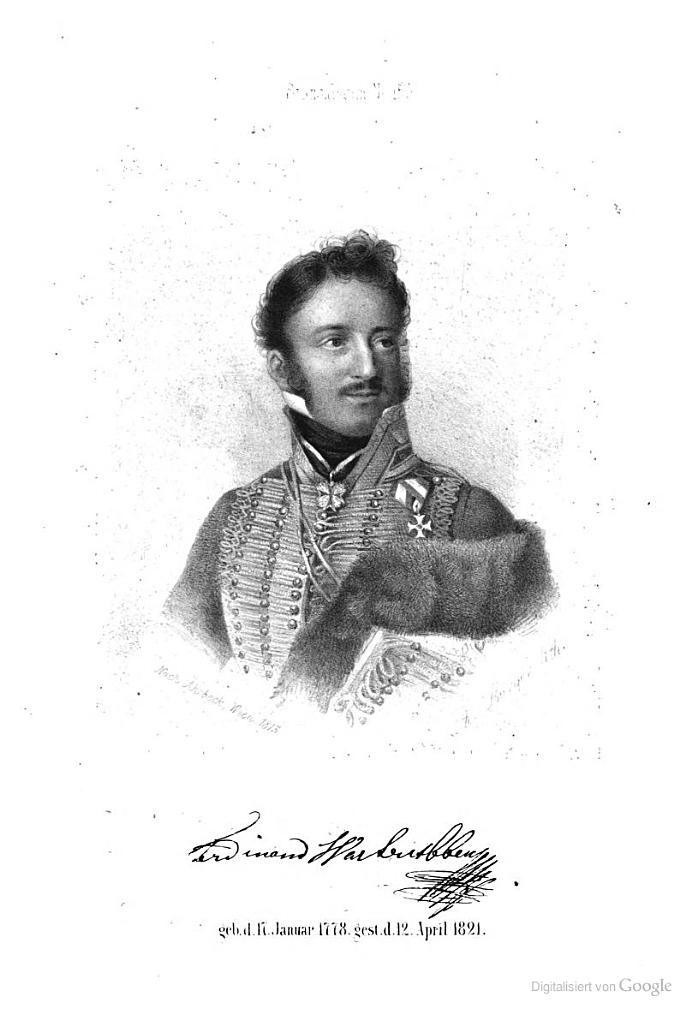
Ferdinand von Wartensleben (1778–1821)

Graf Ferdinand von Wartensleben (* 17. Januar 1778 in Gyömrő in Ungarn; † 7. März 1821 in Rozdół bei Lemberg in Galizien) war k. k. Feldmarschall-Lieutenant und Ritter des Maria Theresien-Ordens.

## Leben

### Herkunft
Ferdinand von Wartensleben entstammte der zweiten jüngeren österreichisch-ungarischen Linie der Familie Wartensleben. Seine Eltern waren der k.k. Feldzeugmeister Graf Wilhelm Ludwig Gustav von Wartensleben (* 11. Oktober 1734; † 21. April 1798) und dessen Ehefrau Gräfin Clara von Teleki (* 12. Februar 1750; † 21. Februar 1798).

### Ausbildung
Da sein Vater oft abwesend war, entschied seine Mutter 1787, den jungen Wartensleben zu seinem Onkel, dem Gubernial-Rat Joseph von Telki zu schicken. Dort lernte er die ungarische Sprache und vor allem das Reiten.
Wie sein Vater entschied sich Wartensleben für den militärischen Dienst und kam 1793 als Lieutenant in das Infanterie-Regiment No. 28, dessen Inhaber sein Vater war. 

### Karriere
Er kämpfte im Ersten Koalitionskrieg, war bei den preußischen Freiwilligen beim Sturm auf die Festung Bitch und auf Landrecy. Für seine Tapferkeit erhielt er vom preußischen König am 13. März 1794 den Pour le Mérite (Nr. 622).
Er wechselte bald zur Kavallerie und kam als Oberlieutenant zu den Vécsey-Husaren. Im Feldzug von 1797 stand er mit diesen beim niederrheinischen Reservekorps unter Generalmajor Simbschen, als die französische Armee unter Hoche bei Koblenz über den Rhein ging. Am 20. April 1797 traf die österreichische Vorhut mit den Vécsey-Husaren auf der Straße zwischen Kamberg und Königstein auf die französische Kavallerie. Die Vorhut bestand nur aus zwei Eskadronen Husaren unter dem damaligen Major Ettingshausen. Da in Unterzahl und eine Flucht nicht möglich war, griff dieser die Franzosen überraschend an. Die Österreicher konnten sich nach einige Verlusten (45 Mann und 49 Pferde), aber mit Gefangenen (1 Kapitän, 55 Mann) und Beute (137 Beutepferde) erfolgreich zurückziehen. Bei dem Gefecht konnte sich Wartensleben ebenfalls auszeichnen. Im gleichen Jahr wurde er zum Rittmeister befördert.
Im Feldzug von 1799 war Wartensleben im Husaren-Regiment Nr. 10 (Mészáros). Das Regiment kämpfte bei der Armee in Deutschland und in der Schweiz. Im Gefecht bei Andelfing am 25. Mai 1799 wurde Generalmajor Kienmayer von den Franzosen eingeschlossen und konnte sich mit dem Pferd nur durch einen Sprung in die Thur retten. Viele Husaren – darunter auch Wartensleben – folgten ihm. Außerdem gelang es dem Grafen, zwei Kanonen zurückzuerobern. Bereits am 28. Mai konnte er das Dorf Rohrbis erobern. Im Gefecht bei Embrach konnte er zwei Kompanien des Infanterie-Regiments Nr. 35 (Wenckheim) vor der Gefangennahme retten.
Im Feldzug von 1800 kämpfte er am 3. Mai 1800 in der Schlacht von Engen, dabei erwarb er sich den Maria-Theresia-Orden (66. Promotion vom 18. August 1801). Die Husaren sollten von ihrem Vorposten abgelöst werden, als Wartensleben das Vorrücken der Franzosen bemerkte. Diese wollten durch ein Wäldchen vordringen und die Österreicher umgehen. Die dort stationierten Einheiten des Infanterie-Regiments Nr. 31 (Benjowsky) flohen. Wartensleben konnte die Fliehenden teilweise aufhalten und besetzte mit seiner Einheit den Wald. Dort konnte sie die französische Infanterie und auch ein angreifendes französisches Husaren-Regiment zurückschlagen.
Im Jahr 1800 wurde er dann Major beim Husaren-Regiment Nr. 6  (Blankenstein) und am 24. November 1804 Oberstlieutenant, dann am 10. August 1805 Oberst und Regimentskommandeur (Nachfolger von Oberst Prohaska). Im Jahr 1805 war er mit anderen Truppen bei Ulm eingeschlossen und General Mack musste kapitulieren. Wartensleben und Oberst Kinsky widersetzten sich dem Befehl und beschlossen, sich zu den eigenen Linien durchzuschlagen. Er war dabei erfolgreich, wurde aber für seine Insubordination vor das Kriegsgericht gestellt und verurteilt. Das Urteil wurde jedoch vom Kaiser aufgehoben. Im Fünften Koalitionskrieg kämpfte er 1809 bereits wieder in Bayern und wurde an 3. Mai 1809 zum Generalmajor ernannt. Er kommandierte als Brigadier der Kavallerie das Husaren-Regiment (Blankenstein) und das Dragoner-Regiment (Rieß). In der Schlacht bei Aspern zeichnete er sich bereits am ersten Tag aus: Die Kavallerie-Reserve wurde von französischer Kavallerie stark bedrängt, als Wartensleben mit seiner Einheit dieser in die Flanke fiel und zahlreiche Gefangene machen konnte. In der Schlacht bei Wagram konnte er sich gegen General Davout behaupten. Nach dem Krieg verließ er die Armee und widmete sich der Pferdezucht und kaufte auch 1812 die Herrschaft Emmerberg.
Während der Befreiungskriege kehrte er zur Armee zurück und organisierte die ungarischen Husaren-Regimenter. Am 1. Mai 1815 wurde er mit Datum vom 17. Oktober 1813 zum Feldmarschall-Lieutenant ernannt. Er starb unverheiratet und überraschend an einer Krankheit am 7. März 1821 in Rozdol, während er dort das Gut der Familie Röbel besuchte. Sein Leichnam wurde in der Familiengruft in Gyömrö überführt.